# Selfie-Stick

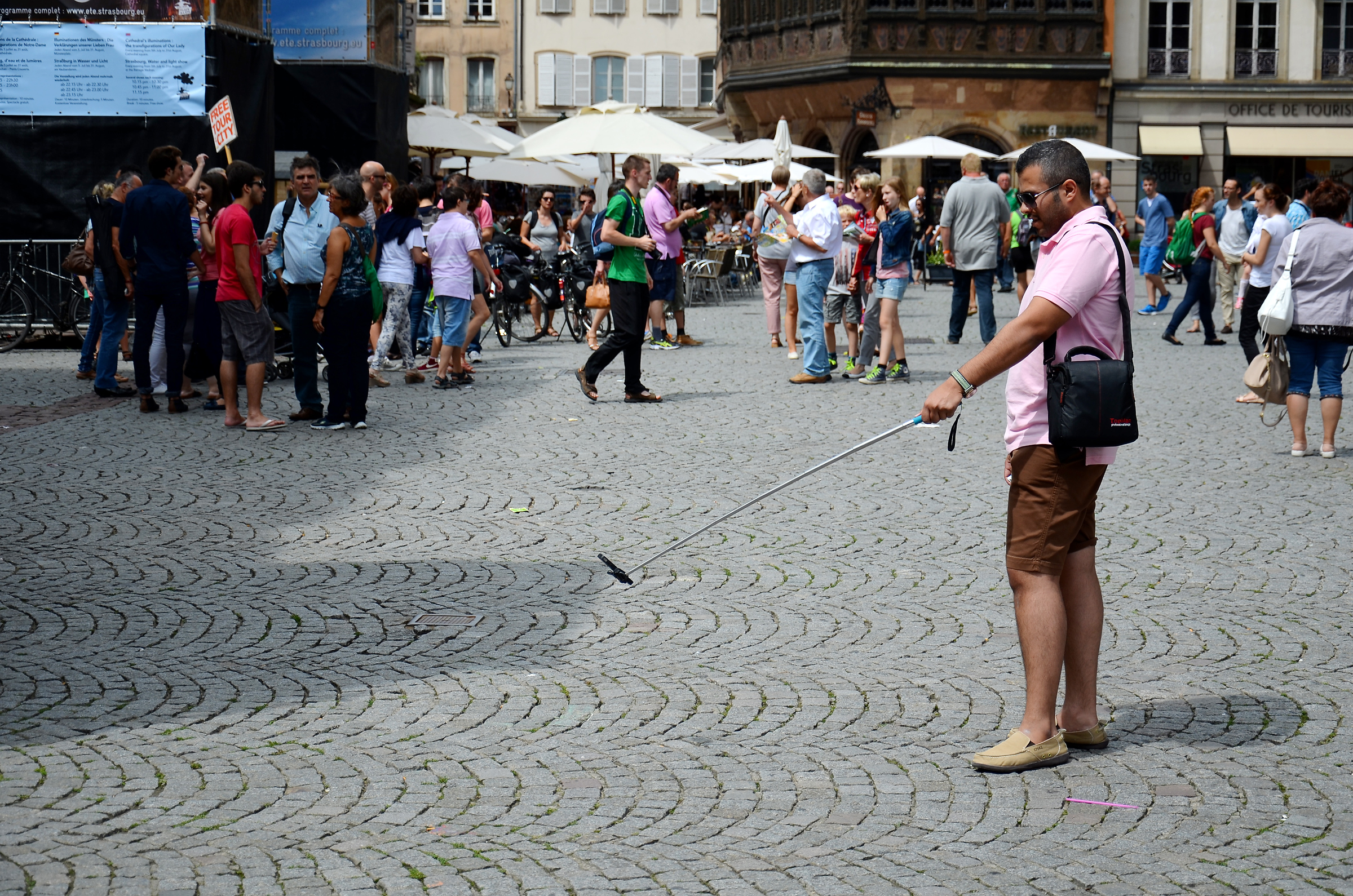
Tourist fotografiert sich.

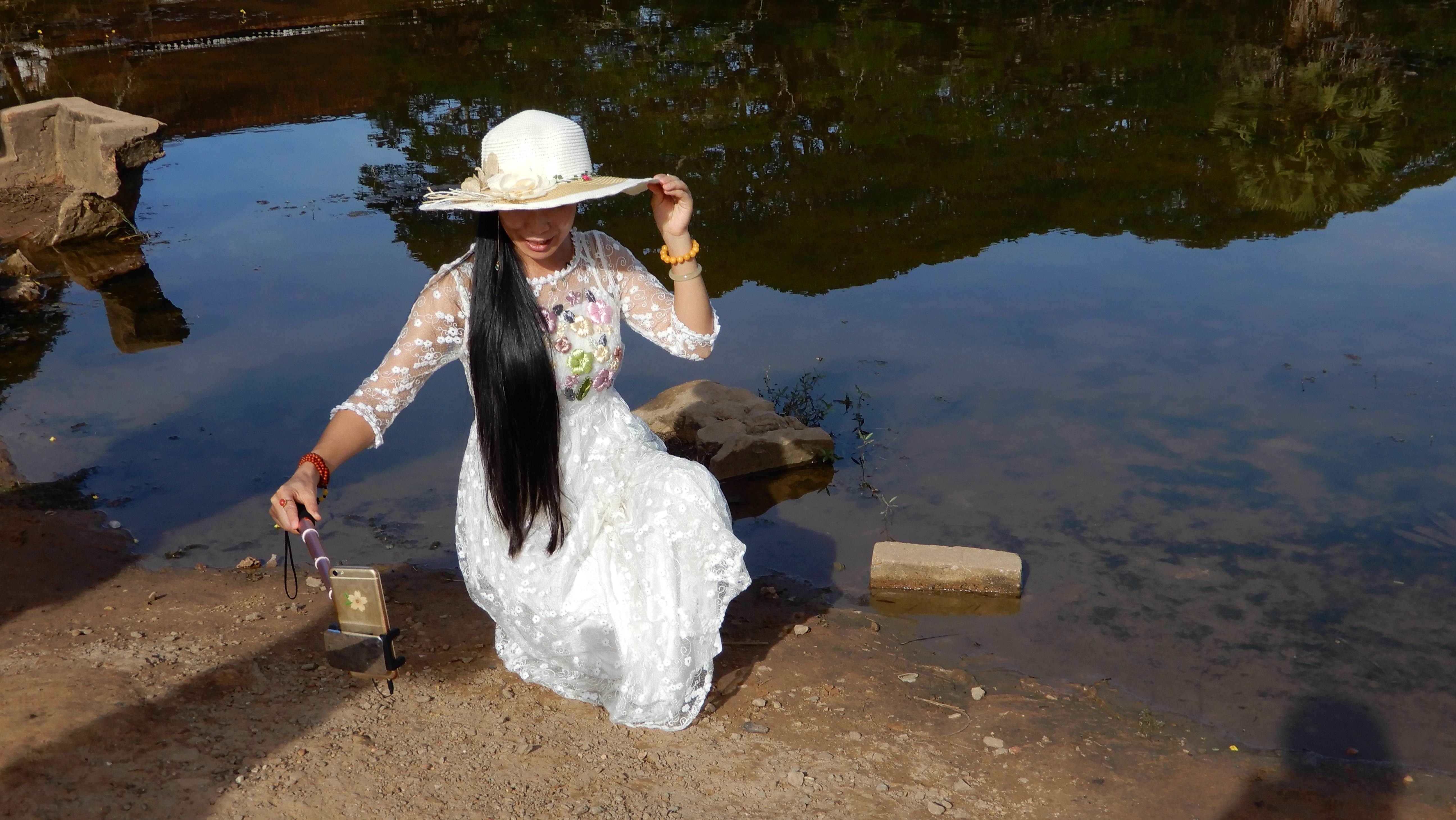
Kambodscha, Selfie mit Stange vor Ankor Wat (2017)

Ein Selfie-Stick (auch Selfie-Stange oder Selfie-Stab) ist eine zumeist teleskopierbare Stange, die als Armverlängerung für den Fotografen dient. Wesentlicher Verwendungszweck ist das Sich-selbst-Fotografieren, also das Erstellen eines sogenannten Selfies, mit einer Kamera, insbesondere einem Smartphone, das richtungsjustierbar an dem dem Handgriff gegenüberliegenden Ende montiert ist. Die Stange ermöglicht dabei mittels einer etwas entfernteren Perspektive beispielsweise Aufnahmen des Fotografen vor einem bestimmten Hintergrund oder mehrerer Personen gemeinsam.

## Anwendung
Der Selfie-Stick dient dem Fotografen zur Verlängerung seines Arms. Auf diese Weise kann er sich vor einem größeren Hintergrund, in einem anderen Winkel oder mit einer Gruppe fotografieren, ohne andere Personen um Hilfe bitten zu müssen. Den Auslöser bedient der Fotograf entweder an der Stange, an der das Smartphone in etwa einem Meter Entfernung steckt, oder mittels Bluetooth.
Stangen, die für Videoaufnahmen von Läufen oder Fahrten einer Person zumeist mit kleinen Actioncams dienen, müssen vibrationssteifer sein, wenn sie an Sportgeräten wie Fahrrad, Surfbrett, Snowboard oder Helm befestigt sind. Das Halten der Stange von Hand erlaubt flexibleres Wählen der Aufnahmerichtung, aber auch das Reinigen des Objektivs etwa von Schnee oder Schmutzspritzern.

## Geschichte

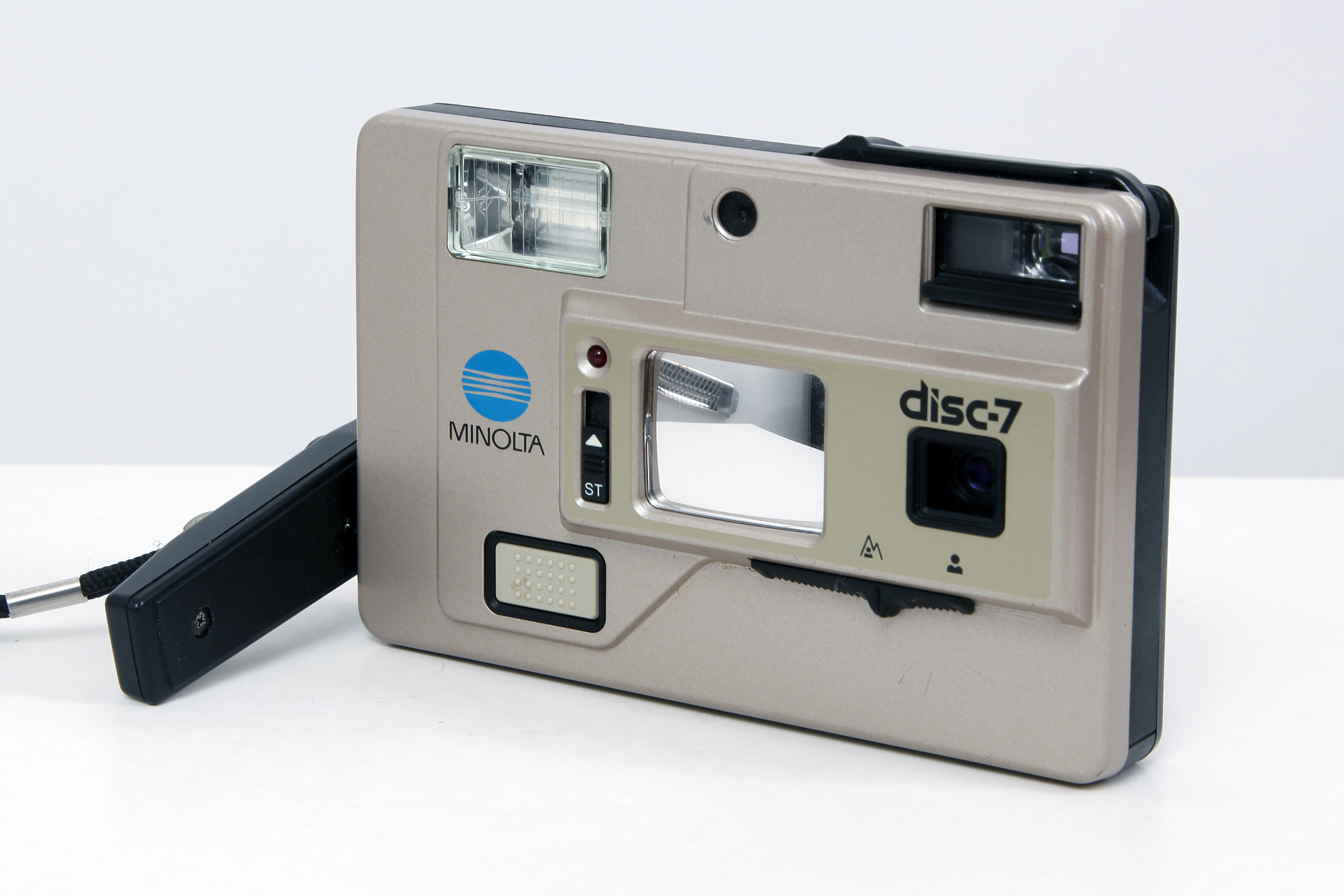
MINOLTA disc-7
mit Selfie Spiegel

Als ersten Vorläufer des Selfie-Sticks patentierten die Japaner Hiroshi Ueda und Yujiro Mima 1983 eine Teleskopverlängerung für Kompaktkameras; im gleichen Jahr brachte Minolta die Kamera disc-7 mit dem sogenannten Extender auf den Markt.
Der Kanadier Wayne Fromm kam 2002 auf die Idee einer verlängerten Halterung für ein Smartphone nebst Fernauslösung. Im Jahr 2005 patentierte er seine Erfindung erstmals in den Vereinigten Staaten und vertreibt diese seit 2006 unter der Bezeichnung Quik Pod. Weltweite Popularität erlangte der Selfie-Stick 2014, er wurde im Time Magazine zu den 25 besten Erfindungen des Jahres 2014 gezählt.

## Technik

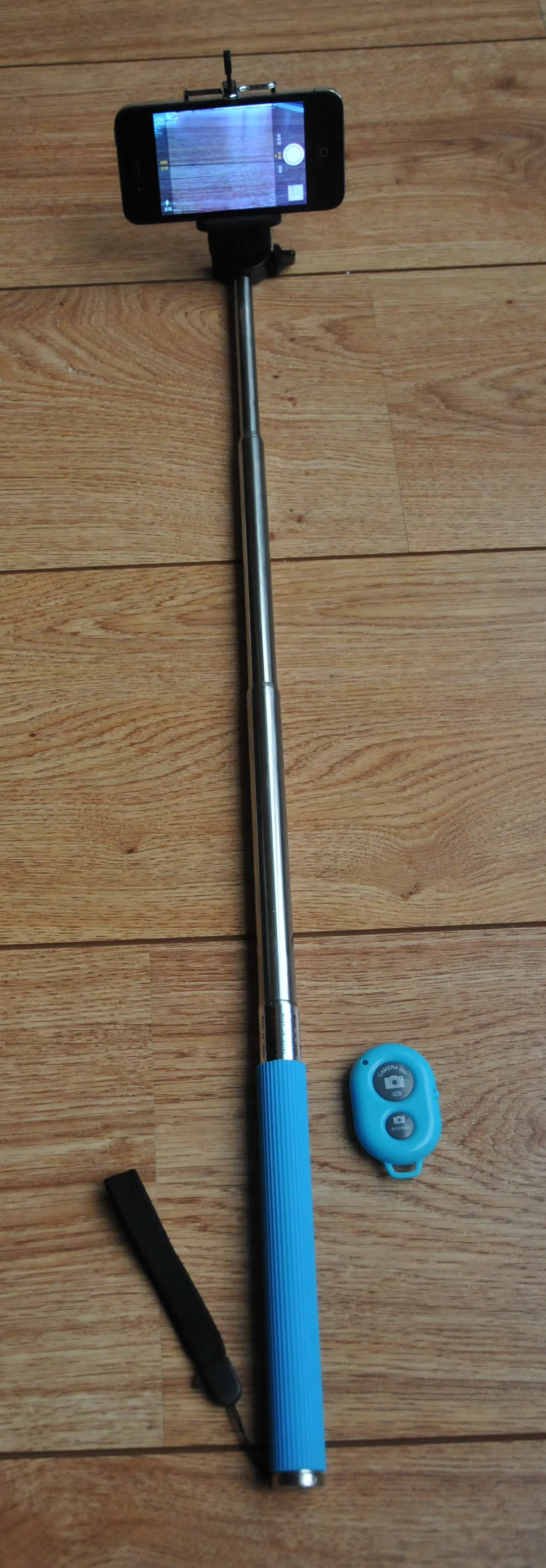
Halb ausgezogener Selfie-Stick

Selfie-Sticks werden inzwischen von vielen Herstellern angeboten. In aller Regel handelt es sich dabei um eine ausziehbare Stange, die je nach Modell auf bis zu über 100 Zentimeter ausgezogen werden kann. Das eine, zumeist etwas dickere Ende ist rutschfest zum Greifen ausgeformt, am anderen (oberen) Ende ist – gelenkig abknickbar, doch fixierbar – eine Klemmhalterung für das Smartphone angebracht. Diese Klemmung erfolgt durch Reib- und Formschluss nahe den vier Längskanten, simuliert damit etwa einhändiges Halten und lässt dabei den größten Teil einer Smartphoneseite und damit ein Kameraobjektiv samt Zubehör frei. Wird das vordere Kameraobjektiv benutzt, steht zwar meist nur eine geringere Auflösung zur Verfügung, doch kann das Display als Kamerasucher zur genauen Festlegung des Bildausschnitts dienen. Die Kamera kann immer mit Selbstauslöser bedient werden. Dies ist jedoch eine eher unvorteilhafte Vorgehensweise. Selfie-Stick-Hersteller sind bemüht, das Auslösen eines Bildes für den Anwender komfortabel zu gestalten. Es gibt verschiedene technische Ausführungen als Alternativen:
Während ein Einbeinstativ für etwa horizontale Aufnahmerichtungen noch kein (Kugel-)Gelenk am axialen Stativgewinde benötigt, braucht der Selfie-Stick nahe der Kamera zumindest ein klemmbares Knickgelenk, um unterschiedliche Winkelabstände der Aufnahmerichtung von der die Stange haltenden Hand zu erlauben. Für effiziente Steifheit gegen Durchbiegen und Schwingungen haben Ein- und Dreibeinstative den großen Durchmesser des Teleskopauszugs oben und damit kameranah, Selfie-Sticks haben diesen jedoch auf der Seite des Handgriffs, weil in diesem Fall hier das höchste Knickmoment auftritt.

### Auslöser

#### Bluetooth-Fernbedienung
Der Selfie-Stick besitzt keinen Auslöser. Die am Stick angebrachte Kamera wird mithilfe einer Fernbedienung bedient, die mit der Kamera per Bluetooth-Technologie kommuniziert. Manche Selfie-Sticks haben eine Halterung für den Fernauslöser. Die Reichweite solcher Fernbedienungen beträgt etwa zehn Meter.

#### Bluetooth-Auslöser
Ein Bildauslöser ist in den Griff des Selfie-Sticks integriert. Dieser Auslöser kommuniziert per Bluetooth mit der Kamera.

#### Auslöser mit Kabelverbindung
Ein Bildauslöse-Knopf befindet sich am Griff des Selfie-Sticks. Der Bildauslöser wird per Klinkenstecker mit dem Kopfhörerausgang des an der Stange angebrachten Smartphones verbunden.

## Halterungen
Zum Lieferumfang eines Selfie-Sticks gehört meist mindestens eine, bei einigen Modellen aber auch mehrere Halterungen. Diese gibt es in verschiedenen Varianten, die sich je nach anzubringendem Gerät unterscheiden. In den meisten Fällen werden folgende Varianten verwendet:

### 1/4"-Außengewinde
Die meisten Selfie-Sticks verfügen über ein 1/4"-Außengewinde, auf dem die verschiedenen Smartphone- und Action-Cam-Halterungen aufgeschraubt werden. Außerdem kann es, unter Berücksichtigung der maximalen Tragkraft der Selfie-Sticks, zur Befestigung von Action-Cams sowie Kompakt- und Spiegelreflex-Kameras genutzt werden, die ein 1/4"-Innengewinde integriert haben.

### Smartphone-Halterung
Bei der Smartphone-Halterung handelt es sich um eine Klemmhalterung, in der Smartphones verschiedener Größen angebracht werden können. Diese ist entweder fest am Selfie-Stick angebracht oder wird auf ein 1/4"-Außengewinde aufgeschraubt. Beim Erwerb sollte darauf geachtet werden, dass die unterstützte Minimal- und Maximal-Breite mit dem eigenen Smartphone kompatibel sind.

### Action-Cam-Halterung (Schnellverschluss)
Die für Action-Cams vorgesehene Halterungen verwenden in aller Regel einen einheitlichen Schnellverschluss, der von einem Großteil der Action-Cam-Hersteller genutzt wird. An diesem Schnellverschluss kann das Gehäuse der Action-Cam befestigt werden.

## Sonstiges
In Südkorea bedürfen Selfie-Sticks vor dem Verkauf der Zulassung durch die zuständigen Behörden. Grund hierfür sind die Funksignale, die durch die Bluetooth-Funktion entstehen. Das Ministerium für Wissenschaft und Technologie in Seoul ist der Auffassung, diese könnten technische Geräte stören und gesundheitsschädigend sein. Für den Verkauf nicht zugelassener Selfie-Sticks drohen daher Geldstrafen bis umgerechnet knapp 22.000 Euro oder bis zu drei Jahre Haft.

## Kontroverse

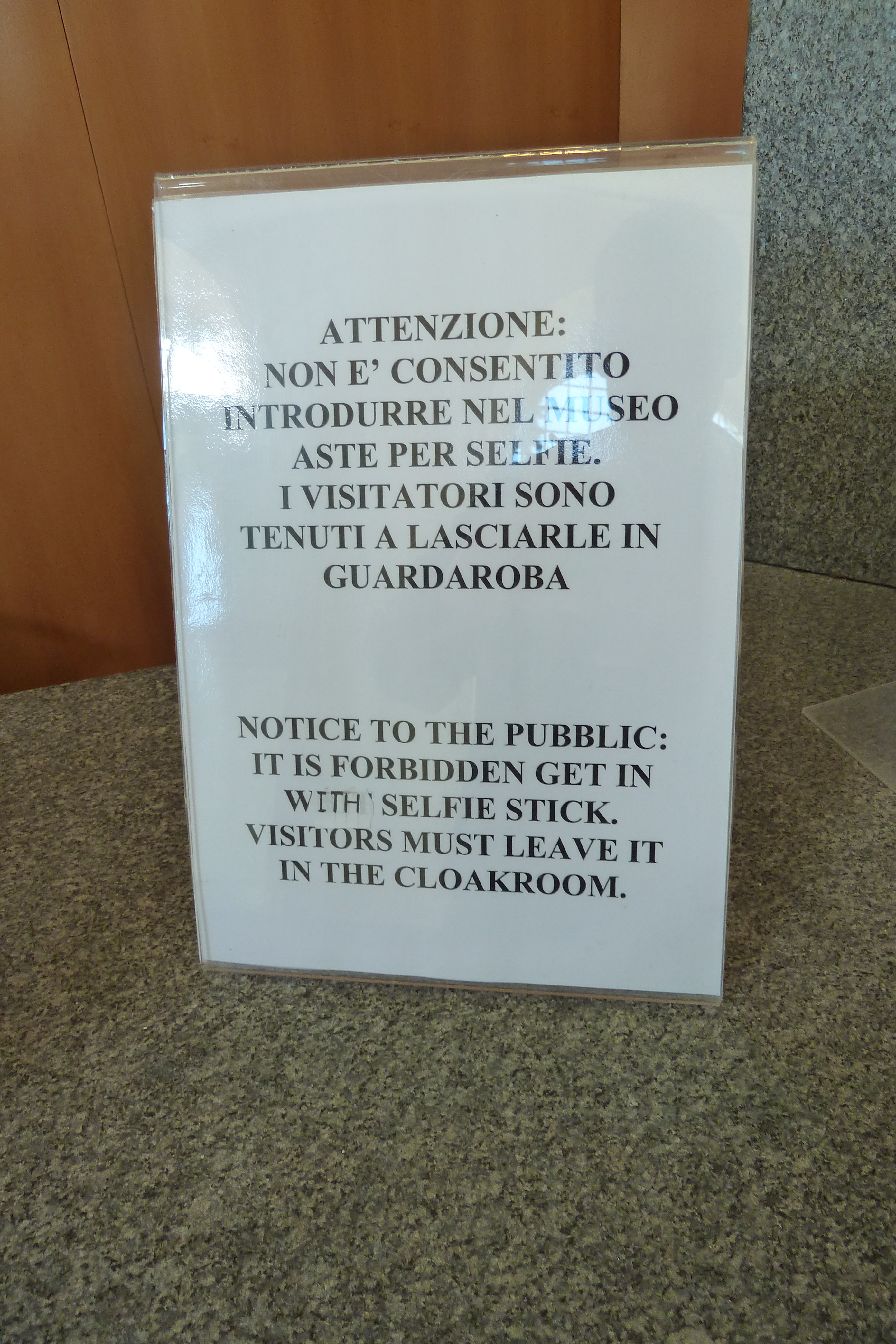
Verbot von Selfie-Sticks in den Diokletiansthermen in Rom. Dort heißt es: Information für die Besucher: Der Eintritt mit einem Selfie-Stick ist verboten. Besucher müssen ihn an der Garderobe abgeben.

Durch die schnelle Verbreitung des Selfie-Sticks kommt es immer wieder zu unangenehmen Situationen, so zum Beispiel, wenn Fans bei Radrennen nah an der Strecke stehen und die Fahrer durch die Benutzung der Stange gefährden oder wenn sie in Museen mit der Stange zu nah an wertvollen Kunstwerken vorbeikommen. Aus diesem Grund sind Selfie-Sticks an vielen öffentlichen Orten inzwischen verboten.
Insbesondere in Museen ist weltweit die Mitnahme von Selfie-Sticks in viele Ausstellungsräume verboten, so zum Beispiel in der Albertina in Wien, in den Uffizien in Florenz, den Vatikanischen Museen und dem Louvre. Hingegen sieht man im Kunsthistorischen Museum Wiens Selfies auch mit Stangen positiv, da sich Besucher mit Werken identifizieren und die Bilder dann teilen; man bietet sogar Workshops für Selfie-Fotografie an und verweist dabei auf ein ausgestelltes Selbstporträt aus dem Jahr 1523.
In den Walt Disney Parks ist ebenso wie im Europa-Park die Benutzung der Selfie-Sticks seit Sommer 2015 nicht mehr erlaubt.
Die Londoner Fußball-Klubs FC Arsenal und Tottenham Hotspur haben ein Selfie-Stick-Verbot für ihre Stadien erlassen. Grund hierfür ist, dass die Stange als Waffe verwendet werden könne. Zudem behindere das nach oben gestreckte Handy die Sicht der dahinter stehenden Fußballfans. Auch beim Grand-Slam-Tennisturnier von Wimbledon haben die Veranstalter ein Selfie-Stick-Verbot ausgesprochen. Ebenso werden die Fotostangen bei einigen US-amerikanischen Musikfestivals als verbotene Gegenstände gelistet.
In einigen amerikanischen Zoos sowie National- und Wildtierparks ist die Nutzung von Selfie-Sticks verboten. Hauptsächlich wurde dies durch das leichtsinnige Verhalten meist jüngerer Parkbesucher begründet, die sich für die Aufnahme eines Selfies oft zu nahe an die wilden Tiere heranwagen und somit Attacken provozieren. Hierzu gehören beispielsweise der Smithsonian National Zoological Park, der Central Park Zoo und der Lake Tahoe, der die sogenannten „Bear-Selfies“ verboten hat.
Kritik am Selfie-Stick äußert sich auch in der abwertenden Bezeichnung Deppenzepter.